# Ортосиликат кадмия
Ортосиликат кадмия — неорганическое соединение,
соль кадмия и кремниевой кислоты с формулой Cd2SiO4,
бесцветные кристаллы,
не растворяется в воде.

## Получение
- Сплавление оксидов кремния и кадмия:

{\displaystyle {\mathsf {2CdO+SiO_{2}\ {\xrightarrow {T}}\ Cd_{2}SiO_{4}}}}

## Физические свойства
Ортосиликат кадмия образует бесцветные кристаллы
ромбической сингонии,
пространственная группа F ddd,
параметры ячейки a = 0,604 нм, b = 1,185 нм, c = 0,975 нм, Z = 8.
Не растворяется в воде.